# Hal Galper
Hal Galper (* 18. dubna 1938) je americký jazzový klavírista. Hře na klavír se učil již od dětství a v letech 1955 až 1958 studoval na Berklee College of Music. Své první album jako leader nazvané Wild Bird vydal v roce 1971. Během své kariéry spolupracoval s mnoha hudebníky, mezi které patří například Chet Baker, Cannonball Adderley, John Scofield, Sam Rivers, Nat Adderley a byl dlouholetým členem kapely saxofonisty Phila Woodse, ve které působil v letech 1980 až 1990. Rovněž se věnoval pedagogické činnosti.